# Gianfranco Gagliardi
Gianfranco Gagliardi (Treviso, 18 settembre 1953) è un politico italiano.

## Biografia
Di professione avvocato, fu eletto nel consiglio comunale di Treviso nel 1975 per la Democrazia Cristiana. Rieletto nel 1985, nel 1990 e nel 1994, ricoprì la carica di assessore al bilancio e alle finanze dall'agosto 1990 al novembre 1992. Fu sindaco di Treviso dal 21 novembre 1992 all'8 maggio 1994.
Dal 1994 al 2015 fu presidente del comitato promotore del Festival organistico internazionale Città di Treviso e della Marca trevigiana, mentre dal 2000 al 2006 del consiglio d'amministrazione dei Teatri di Treviso.